# حوت كارولينا
حوت كارولينا (الاسم العلمي: †Carolinacetus) هو جنس من الثدييات المنقرضة يتبع فصيلة الحيتان الأولية من رتبة مزدوجات الأصابع.